# Atlanta Spirit, LLC
Atlanta Spirit, LLC é uma firma comercial com sede em 101 Marietta St., Atlanta, Georgia. O grupo é dono do clube de basquetebol da National Basketball Association Atlanta Hawks e de seu ginásio, Philips Arena. 
Os sete empresários que compõem o grupo são Michael Gearon, Jr., Bruce Levenson, Ed Peskowitz, J. Rutherford Seydel, Todd Foreman, J. Michael Gearon, Sr., e Beau Turner. Estes sete empresários são divididos em três grupos, cada um com sede em Atlanta, Washington, D.C. e Boston, e cada grupo tem poder de voto igual dentro da empresa. Antes era nove, com Steve Belkin saindo em 2005 após conflitos com os outros membros, e Bud Seretean falecendo em 2007.
O grupo foi fundado em 2004 para comprar da Time Warner a arena, os Hawks e o clube de hóquei no gelo Atlanta Thrashers. Os Thrashers foram vendido em 2012 para o grupo canadense True North Sports & Entertainment Limited e relocado em 2011 para Winnipeg.